# Lolita Séchan
Pour les autres membres de la famille, voir Famille Séchan.
Lolita Séchan, née le 9 août 1980 à Paris, est une autrice française de livres pour enfants et de bandes dessinées.

## Biographie
Elle est la fille du chanteur auteur-compositeur-interprète Renaud et de Dominique Quilichini, et la filleule de Coluche. Renaud lui a consacré plusieurs chansons, notamment Morgane de toi, Mistral gagnant et L.O.L.I.T.A (Les Mômes et les Enfants d'abord !).
Lolita Séchan a fait des études de lettres et de cinéma à Montréal durant trois ans. Elle a été assistante sur le tournage du film Wanted, auquel son père a participé. Elle écrit des livres pour enfants et publie un roman graphique.
En 2020, elle coécrit et illustre l'album Cachée ou pas, j’arrive ! avec Camille Jourdy. L'ouvrage est récompensé en 2021 d'une « mention » au prix international BolognaRagazzi, dans la catégorie Comics jeunes lecteurs, à la Foire du livre de jeunesse de Bologne.

### Vie privée
Le 31 juillet 2009, elle épouse le chanteur auteur-compositeur-interprète français Renan Luce puis donne naissance à une fille prénommée Héloïse, le 3 août 2011. Le couple se sépare en 2016.

## Publications
- Les Cendres de maman (ill. Lino), Montréal, Les 400 Coups, 2006, 62 p. (ISBN 2-89540-268-X)[7]
- Todo loco : Todo loco (avec Emmanuel Grard), t. 1, Montréal, Les 400 Coups, coll. « Mécanique générale », 2009 (ISBN 978-2-922827-43-9 et 2-922827-43-7)
- Marshmalone, Paris, Helium, 2010 (ISBN 978-2-35851-036-3)[8],[9]
- Les Brumes de Sapa, Delcourt, 2016  (ISBN 978-2-7560-5126-0)[3]
- Une échappée de Bartok Biloba[10], Actes Sud, 2018
- Tout le monde devrait rester tranquille près d'un petit ruisseau et écouter, Actes Sud, 2018
- Lolita Séchan et Camille Jourdy, Cachée ou pas, j’arrive, Actes Sud, 2020 (ISBN 978-2-330-13015-2)

## Distinctions
- 2008 : Miss Space[11]
- 2017 : Finaliste du Prix de la BD Fnac[12] pour Les Brumes de Sapa
- 2021 :  « Mention » au prix BolognaRagazzi, catégorie Comics - Early Reader[4], Foire du livre de jeunesse de Bologne  pour Cachée ou pas j’arrive !, avec Camille Jourdy.